# Lũ quét

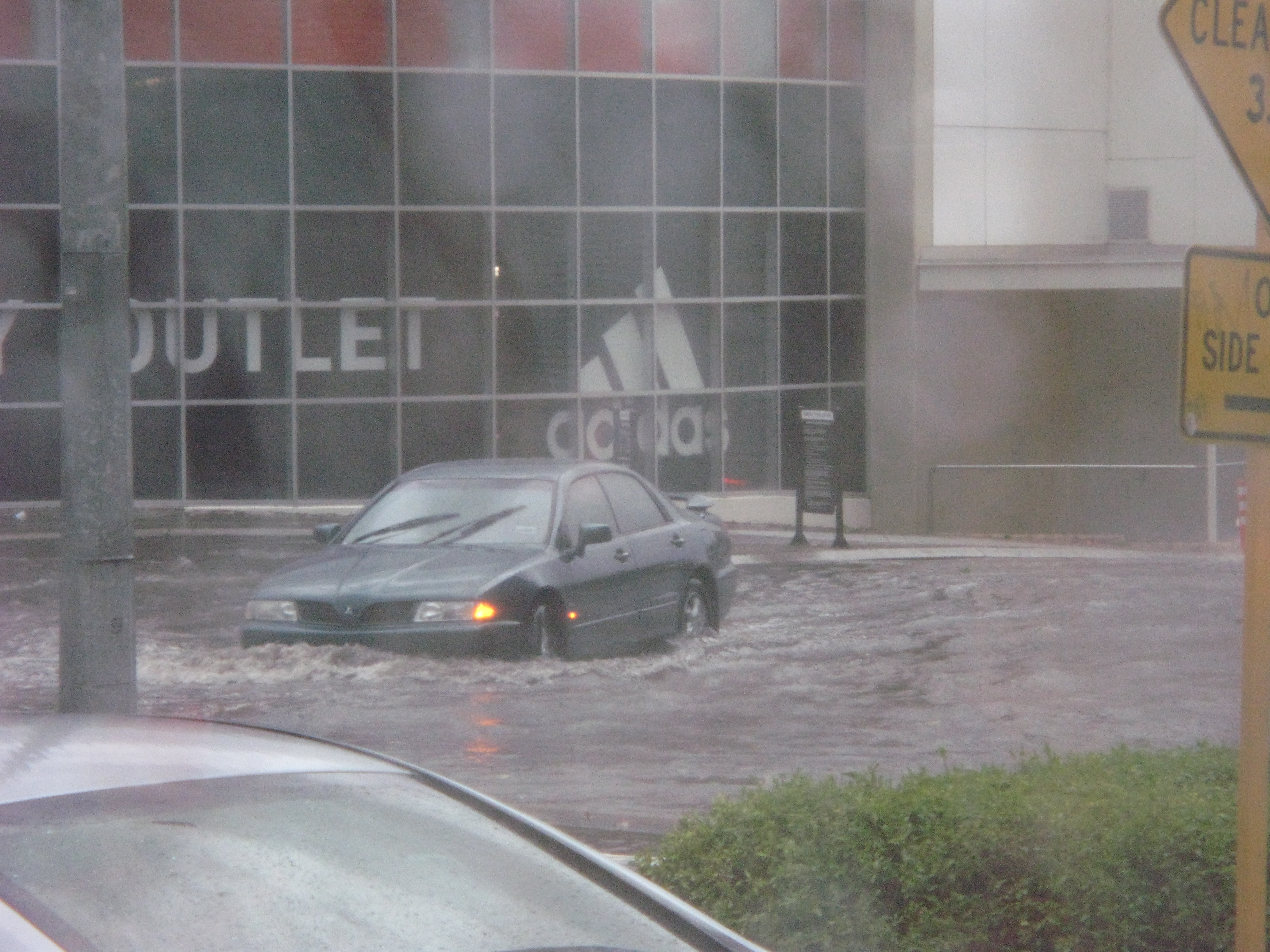
Một trong nhiều đợt lũ quét xảy ra năm 2010.

Lũ quét là một loại lũ có tốc độ mực nước lên rất nhanh khi một khối lượng nước khổng lồ di chuyển nhanh từ địa hình cao xuống thấp.

## Hình thành
Lũ quét được hình thành khi một khối lượng nước khổng lồ được mang đến bởi những cơn mưa dông, bão hay bão nhiệt đới hoặc cũng có thể do một lượng lớn băng tuyết trên núi tan chảy một cách đột ngột. Nó cũng có thể được hình thành khi đập bị vỡ hay xả lũ đập một cách vội vàng với khối lượng xả hàng ngàn mét khối/giây (số lượng để tạo thành lũ quét còn tùy vào độ rộng và độ dốc của con sông bên dưới đập).

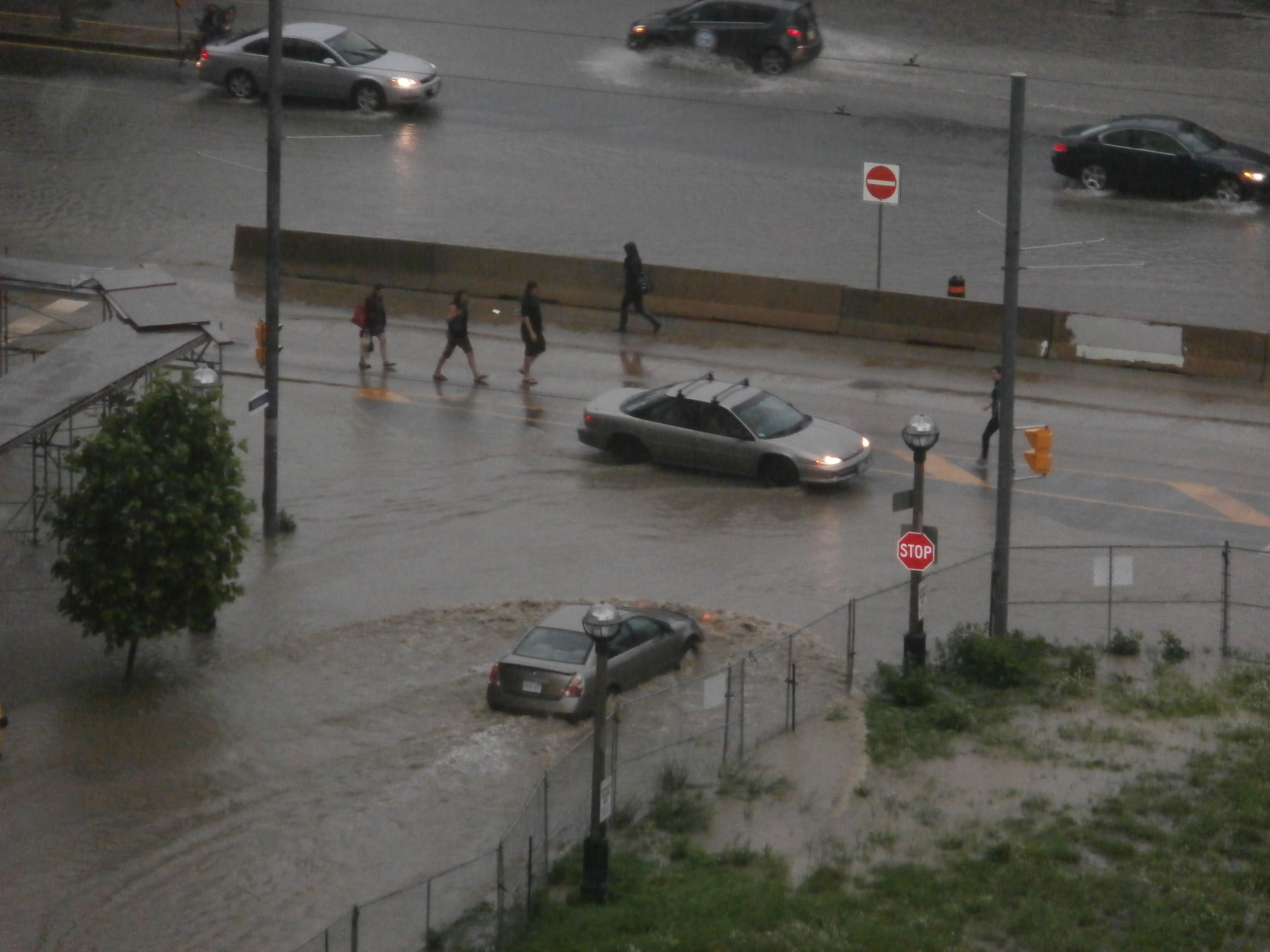
Lũ quét tại Toronto, Ontario, Canada.

## Đặc tính
Vì lũ quét là hiện tượng di chuyển của một khối nước khổng lồ từ cao xuống thấp với tốc độ ngày càng tăng cũng như sức tàn phá ngày càng lớn tùy thuộc vào độ dài, dốc cũng như sự "trơn láng" của quãng đường mà nó đi (những nơi như núi và đồi không có cây lũ quét sẽ xuất hiện thường xuyên do không có gì để chặn dòng nước), nó sẽ gây ra thiệt hại cực kỳ nghiêm trọng cho những nơi mà nó đi qua. Với tốc độ cao và khối lượng lớn nó có thể cuốn trôi nhà cửa, cây cối... gần như mọi thứ trên đường đi. Hiện tượng lũ quét thường thấy ở những nơi gần nơi có độ dốc như dưới chân đồi núi, hay ở trong thung lũng. Mặc dù mạnh và sức tàn phá cao nhưng lũ quét thường không xảy ra lâu hơn sáu tiếng.
Khi đường thoát nước của lũ quét bị chặn (do đê hay các công trình lớn dù nó không bít hết dòng chảy) nên khối lượng nước khổng lồ với tốc độ cao bị dội ngược lại thành một vòng trước khi có thể chảy tiếp cũng làm cho mực nước dâng nhanh hơn và nguy hiểm hơn. Do khối lượng nước bị dội lại sẽ va vào khối lượng nước đang đổ về gây ra nhiều xoáy nước nhấn chìm mọi thứ, các xoáy nước này cũng có thể hình thành dưới mặt nước rút mọi thứ xung quanh nó vào nên ngay cả khi có áo phao người bị rơi vào loại lũ này vẫn có thể bị nhấn chìm (dễ nhìn thấy nhất hiện tượng này khi lũ quét tràn vào thành phố hay khu dân cư xây sát nhau) gây rất nhiều khó khăn cho việc cứu hộ.
Đi cùng lũ quét có thể có nhiều trận lở đất, trượt bùn cùng những thứ mà nó cuốn theo khiến cho lũ quét càng trở nên nguy hiểm khi mà khối lượng di chuyển không chỉ có nước.
Lũ quét có thể xuất hiện trên diện rộng nhưng diện tích lũ quét càng rộng thì mức tàn phá sẽ càng kém do khối lượng nước bị phân tỏa ra chứ không tập trung gây thiệt hại.
Lũ quét không xuất hiện ở khu vực đồng bằng hay có sông lớn. Vì ở khu vực đồng bằng không có độ dốc cho nước chảy hoặc rất ít khiến cho nước từ cao đổ xuống bị mất tốc độ chỉ có thể gây ngập chứ không cuốn được bất cứ thứ gì. Còn ở khu vực có sông lớn cũng giống như ở đồng bằng con sông sẽ nhận và điều tiết lượng nước này nếu quá nhiều thì sông sẽ tràn bờ gây ra những đợt lũ thông thường chứ không tạo thành lũ quét vì nước di chuyển với tốc độ chậm hơn nhiều so với lũ quét.

## Tác động

### Thích nghi và lợi ích
Sự sống cũng thích nghi với lũ quét bằng những thực vật có khả năng nảy mầm nhanh và vòng sinh trưởng ngắn cùng với những động vật đặc biệt thích nghi với lũ quét. Lũ quét còn giúp cho các thực vật phát tán hạt của mình trôi theo dòng nước với một khoảng cách rất xa.

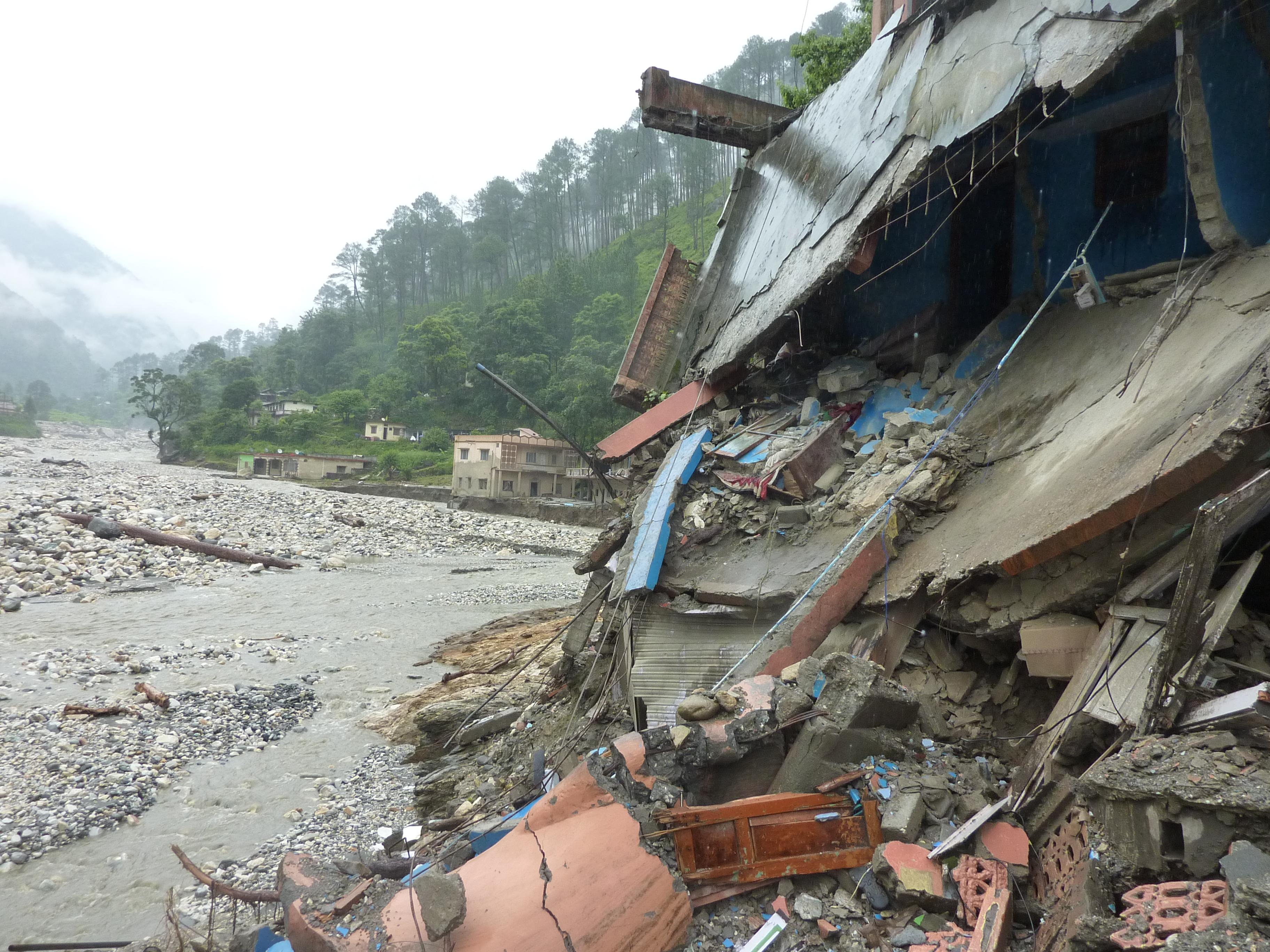
Hậu quả của lũ quét

Lũ quét khi xuất hiện có thể quét sạch thảm thực vật cũ dành chỗ cho thảm thực vật mới mọc lên. Cũng như mang các chất màu mỡ từ trên cao xuống thấp bồi đắp cho thảm thực vật sống dưới thấp và đổ vào các con sông lớn để sau khi lũ lụt sẽ tạo ra một lớp phù sa mới giúp cho thảm thực vật mọc tốt tươi hơn với lượng dinh dưỡng mới.

### Tác hại
Trong một số trường hợp lũ quét có sức tàn phá khủng khiếp và trở thành thảm hoạ tự nhiên, như trận lũ quét năm 1998 ở thị xã Lai Châu (cũ) đã xoá sổ cả bản Mường Lay và khu vực thị xã.